# Корвунчана
Корвунчана (также Корбунчана) — река в Эвенкийском районе Красноярского края России, левый приток Кочечума. Длина реки — 228 км (от истока Понко — 249 км). Площадь водосборного бассейна — 10400 км².
Исток реки находится на востоке плато Сыверма, река стекает с юго-западных отрогов уступа Сурингдаурэн, на высоте более 506 м над уровнем моря. В верховьях течёт на запад, принимает сток по протоке из озера Некэнгдэкон. После впадения ручья Каменистого направление меняется на юго-западное, а после впадения реки Нюкчорок — на южное. После впадения небольшой речки Морока резко поворачивает на северо-запад. В бассейне преобладает холмистая местность, покрытая лиственницей. Впадает в Кочечум по левому берегу на отметке 201 м над уровнем моря, ниже впадения Гуткэнгдэ, но выше впадения Сенгачангды, в 229 км от устья Кочечума. Ширина перед устьем — 130 м при глубине 1,5 м; скорость течения в низовьях составляет 0,7 м/с.

## Основные притоки
Указаны поименованные притоки длиной 30 км и более
| Название  | Расстояние от устья | Длина | Положение |
| --------- | ------------------- | ----- | --------- |
| Камдаркан | 65                  | 34    | левый     |
| Овгог     | 78                  | 131   | правый    |
| Камдар    | 82                  | 48    | левый     |
| Нюкчорок  | 94                  | 132   | правый    |
| Делуикта  | 150                 | 56    | правый    |
| Бугарикта | 157                 | 32    | левый     |
| Понко     | 176                 | 73    | правый    |

## Данные водного реестра
По данным государственного водного реестра России и геоинформационной системы водохозяйственного районирования территории РФ, подготовленной Федеральным агентством водных ресурсов:
- Бассейновый округ — Енисейский
- Речной бассейн — Енисей
- Речной подбассейн — Нижняя Тунгуска
- Водохозяйственный участок — Нижняя Тунгуска от водомерного поста посёлка Тура до водомерного поста посёлка Учами
- Код водного объекта — 17010700312116100075728